# Gracia Barrios
Gracia Barrios Rivadeneira (Santiago, 27 de junio de 1926-Ib., 28 de mayo de 2020) fue una pintora chilena, galardonada con el Premio Nacional de Artes Plásticas en 2011.

## Formación
Creció en una familia de artistas, hija del escritor Eduardo Barrios, Premio Nacional de Literatura 1946, y de la pianista Carmen Rivadeneira. Tomó clases con el pintor Carlos Isamitt y después, cuando aún estaba en el colegio, asistió al vespertino de la Escuela de Bellas Artes de la Universidad de Chile. Terminada la secundaria, siguió sus estudios superiores en esa misma universidad (1944-1949). Allí tuvo como profesores a Augusto Eguiluz, Carlos Pedraza y Pablo Burchard, siendo este último quien tuvo una mayor influencia sobre su estilo.
En 1943, mientras acudía a cursos libres en la Universidad de Chile, Barrios conoció al pintor chileno de origen catalán José Balmes, quien le fue presentado en los talleres artísticos por el poeta Enrique Lihn. Tras una relación de colaboración en el arte, la docencia y la vida, contrajeron matrimonio en 1952 y en 1957 tuvieron una única hija, Concepción (conocida como «Conchita»), quien también seguiría una carrera como pintora.

## Trayectoria
Inició su carrera docente en 1953, en su alma mater, como ayudante en el taller de dibujo de Carlos Pedraza. Posteriormente asumió otros cargos, hasta 1973. Durante los años 1960 perteneció al Grupo Signo, que rompió con el posimpresionismo y propugnó un abandono de la pintura de caballete. Entre los demás miembros del grupo se encontraban Alberto Pérez, José Balmes y Eduardo Martínez Bonati. En 1962 el grupo realizó exposiciones en España y Francia.
Junto a su marido entabló una amistad con Salvador Allende, a quien apoyaron durante su presidencia. Barrios estuvo entre los 30 artistas que contribuyeron con obras para la inauguración del Edificio UNCTAD III en 1972. Su trabajo, titulado Multitud III, era un tapiz de ocho metros de ancho por tres de alto, inspirado por el gobierno de la Unidad Popular y el muralismo mexicano. Al igual que las demás piezas que formaron parte de ese evento, su tapiz desapareció con la instauración de la dictadura militar, pero fue redescubierto décadas después y donado al Museo de la Solidaridad Salvador Allende.
Tras el golpe de Estado de 1973, la artista se exilió en Francia junto con su marido e hija; estuvieron aproximadamente diez años fuera de Chile. En 1974 participó en la obra Quelle heure peut-il etre à Valparaíso de Pablo Neruda, en el Théâtre Nanterre-Amandiers, junto a Marés González y Balmes. Durante el exilio, Barrios y Balmes formaron parte de la Brigada Luis Corvalán, posteriormente bautizada Brigada Pablo Neruda, junto a los artistas José García, José Martinez y Guillermo Núñez, con quienes pintaron murales en Países Bajos, Alemania, Italia y Francia.
Al regresar a Chile, trabajó como profesora visitante en la Universidad Católica (1983-1986) y desde 1994 fue profesora en la Finis Terrae. Puso fin a su carrera docente algunos años después.

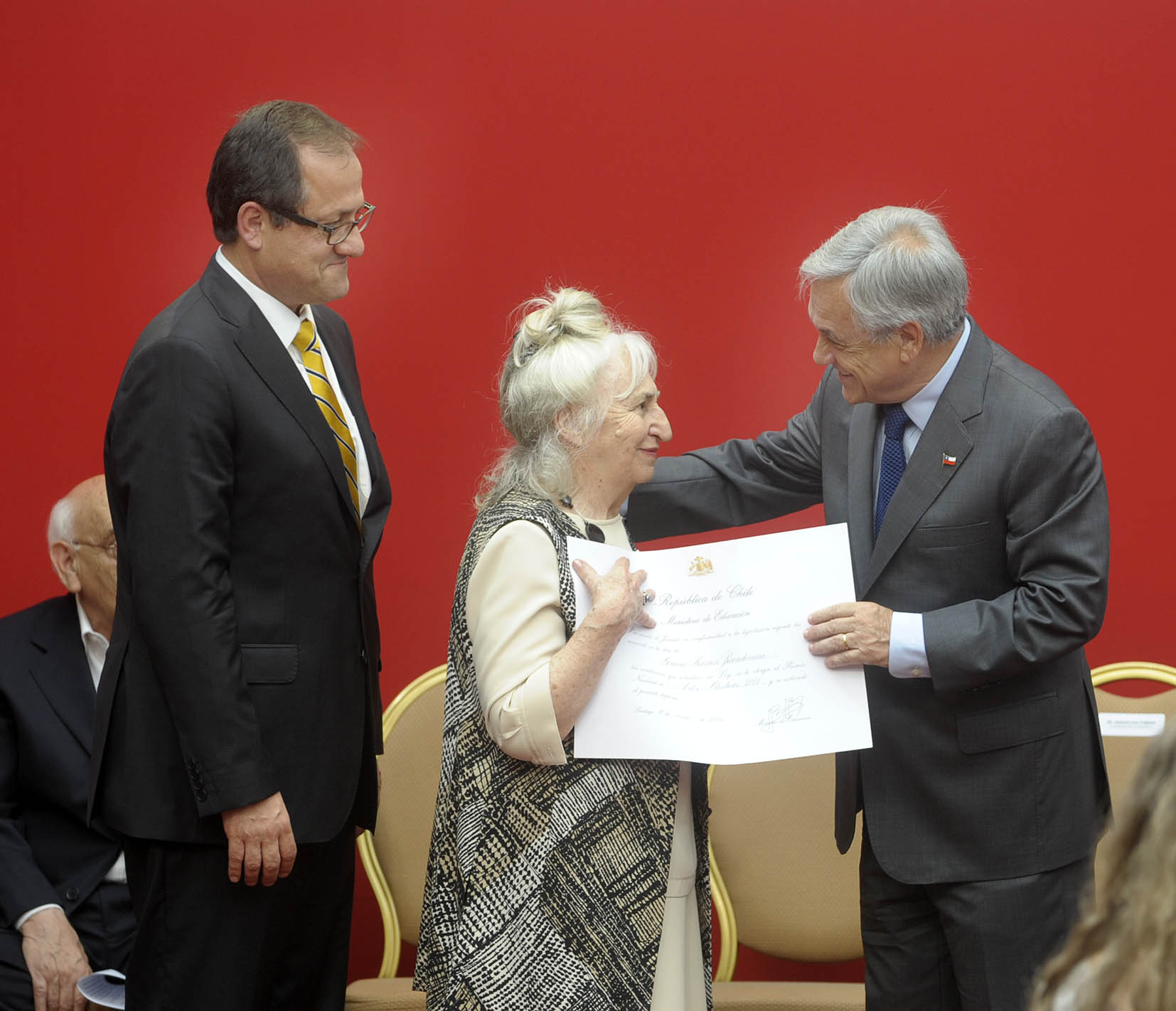
Barrios recibiendo el Premio Nacional de Artes Plásticas en 2011.

Antes el arte era más democrático porque giraba más en torno a la Universidad de Chile [...] Por eso había artistas de todos los espectros sociales. Desde hace un tiempo que la creación va de la mano con poder económico, con tener un buen apellido, con moverse en ciertas esferas. Extraño hacer clases, pero esa es una de las razones por las cuales lo dejé.
Gracia Barrios.

## Reconocimientos y legado
En 2011 obtuvo el Premio Nacional de Artes Plásticas de Chile por su obra que, según el jurado, «se distingue por su incesante búsqueda de la condición humana y, sobre todo, por la relación del ser humano con sus contextos existenciales e históricos». Por esos años, y debido a su avanzada edad y a una pérdida progresiva de la memoria, Barrios fue abandonando en forma paulatina la pintura, hasta su retiro definitivo en 2013.
Conchita Balmes y su hija Elisa Triviño, realizaron un catastro de 300 obras de la pareja y en 2019 elaboraron un catálogo razonado del legado de Barrios y Balmes. Así mismo, proyectan constituir la Fundación Balmes-Barrios, cuya sede podría estar constituida en la histórica casa de Ñuñoa donde ambos Premios Nacionales tenían su taller, convirtiéndola en una casa-museo.
Gracia Barrios falleció en su casa en Santiago el 28 de mayo de 2020, aquejada de una complicación pulmonar. Fue sepultada en el cementerio de El Totoral, donde también está sepultado Balmes.

## Obra

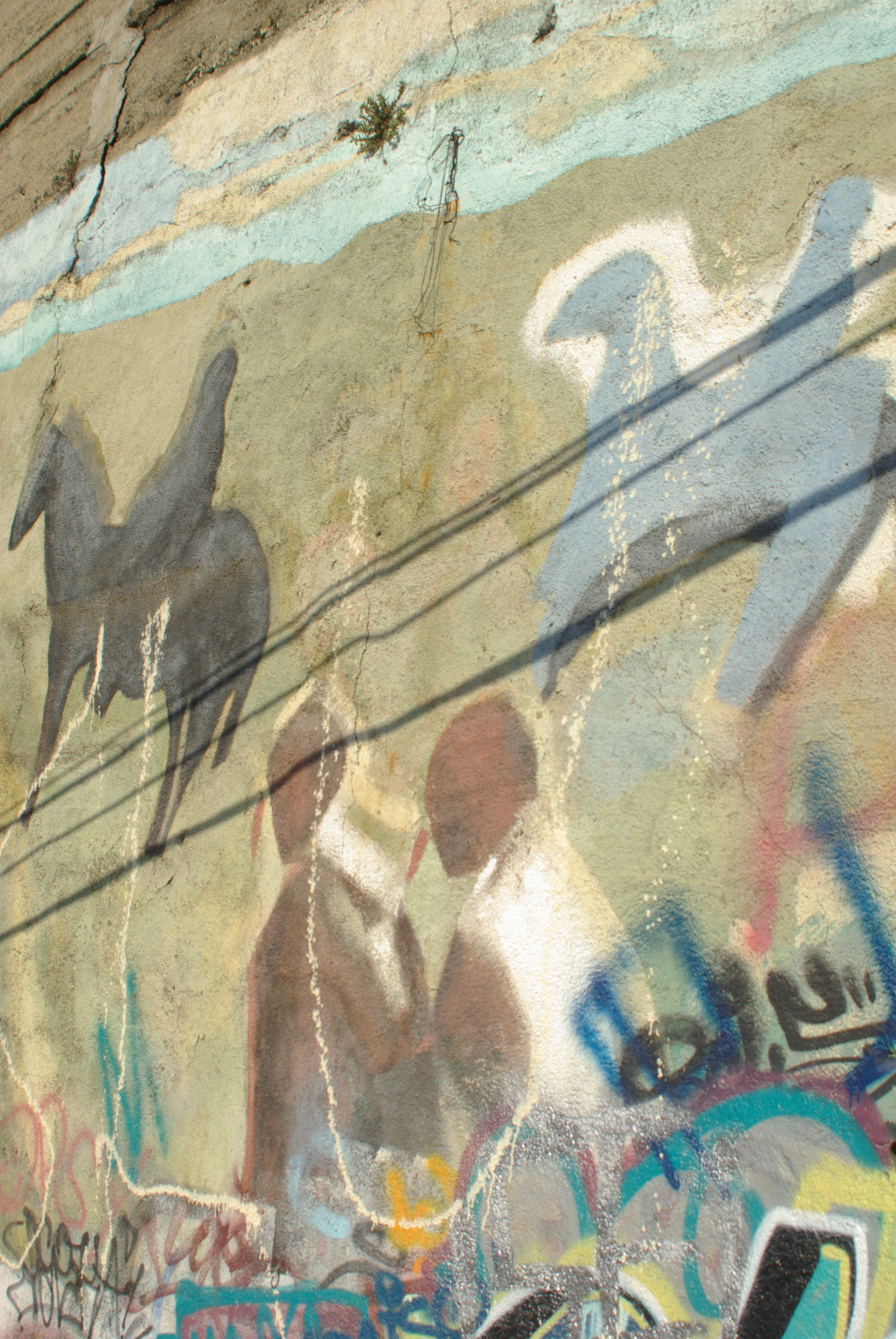
Imagen con caballo negro, mural n.º 2 del Museo a Cielo Abierto de Valparaíso.

La obra de Gracia Barrios se centra en «la actividad humana en la vida cotidiana». Aunque en un principio optó por la pintura figurativa, hacia los años 1960 cambió a un estilo más informal, denominado por la propia artista como «realismo informal». Con él, Barrios hace alusión al hombre «mediante la monumentalidad de los torsos, cabezas y maternidades, expresando también la aproximación directa con el continente americano y su gente». Algunos de los temas que ha abordado en sus pinturas son la guerra, la indigencia y el exilio.
Además de utilizar pintura al óleo y acrílica, la artista experimenta con elementos naturales como tierra y arcilla, con el fin de otorgarle mayor densidad a sus obras.
Sus pinturas han sido expuestas en países como España, Francia, Alemania, Brasil y Japón y sus cuadros adornan no solo los museos chilenos, sino también en algunos europeos, como el de Arte Contemporáneo de Barcelona o el Museo de las Bellas Artes de El Havre.

## Premios y reconocimientos
- 2011 - Premio Nacional de Artes Plásticas de Chile.
- 2001 - Premio Altazor de las Artes Nacionales.[19]
- 1996 - Premio Municipal de Arte, Municipalidad de Santiago.
- 1988 - Premio Realización Mural del Hospital del Trabajador, Santiago.
- 1971 - Premio de Honor del  XV Salón de Ñuñoa, Santiago.
- 1968 - Segundo Premio Bienal Americana de Quito, Ecuador.
- 1966 - Primer Premio de Pintura, LXXVI Salón Oficial, Santiago.
- 1965 - Segundo Premio, Pintura, Salón Esso de Artistas Jóvenes, Pan American Union, Washington, Estados Unidos.
- 1965 - Primer Premio CRAV de Pintura, Santiago.
- 1964 - Segundo Premio Salón ESSO, Museo de Arte Contemporáneo, Universidad de Chile, Santiago.
- 1959 - Segundo Premio, LXX Salón Oficial, Santiago.
- 1958 - Segundo Premio de Pintura, LXIX Salón Oficial, Santiago.
- 1957 - Primer Premio de Dibujo, LXVIII Salón Oficial, Santiago.